# 普雷勒 (伊泽尔省)
普雷勒（法語：Presles，法語發音：[pʁɛl] ⓘ）是法国伊泽尔省的一个市镇，属于格勒诺布尔区。

## 地理
普雷勒（45°5'28"N, 5°22'59"E）面积25.68 平方千米，位于法国奥弗涅-罗讷-阿尔卑斯大区伊泽尔省，该省份为法国东南部内陆省份，北起顺时针与安省、萨瓦省、上阿尔卑斯省、德龙省、阿尔代什省、卢瓦尔省和罗讷省。
与普雷勒接壤的市镇（或旧市镇、城区）包括：圣皮埃尔德谢雷讷、圣罗芒、鲁瓦扬地区博瓦尔、绍朗什、朗屈雷勒、鲁瓦扬地区圣安德烈。

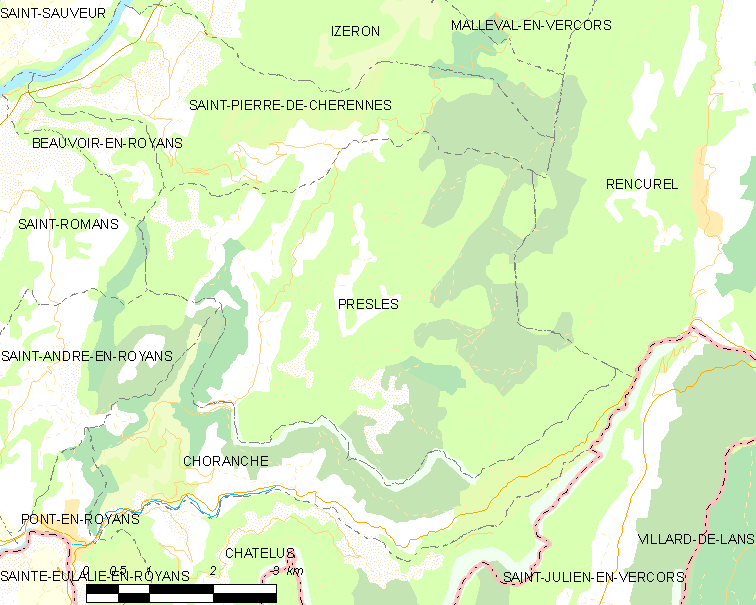
的OSM定位图

普雷勒的时区为UTC+01:00、UTC+02:00（夏令时）。

## 行政
普雷勒的邮政编码为38680，INSEE市镇编码为38322。

## 政治
普雷勒所属的省级选区为南格雷西沃当县。

## 人口

1962-2008年间人口变化图示

普雷勒于2022年1月1日时的人口数量为100人。